# FC Winterthur
A Winterthur egy svájci első osztályú labdarúgócsapat.

## Klubtörténet
A klubot 1896-ban alapították a helyi mérnöki iskola diákjai. A klubba nem sokkal alapítása után két helyi csapat is beleolvadt, így 1929-től egészen 1946-ig Vereinigte Fussballclubs Winterthur néven volt ismert. Az aranykorát a 20. század elején érte el, amikor háromszor (1906-ban, 1908-ban és 1917-ben) megnyerték a svájci bajnokságot, mielőtt 1931-ben és 1934-ben egymást követően kétszer is kiestek. Ezután alacsonyabb ligákban játszottak egészen addig, amíg 1950-ben fel nem jutottak Nationalliga B-be. Azóta történelmük nagy részében a másodosztályban maradtak, kivéve néhány feljutást, legutoljára 1978-ban estek ki a Nationalliga A-ból. A korszak nevezetes menedzserei közé tartozott például Gabet Chapuisat, Wolfgang Frank, René Hüssy, Timo Konietzka és Willy Sommer.
Leghíresebb vereségük az West Auckland angol csapata elleni Sir Thomas Lipton-trófea mérkőzése volt, amely a svájci klub első nemzetközi szereplése is volt egyben. A klub 1972-ben és 1973-ban a Svájci Ligakupában, valamint 1968-ban és 1975-ben a Svájci Kupában is bejutott a döntőbe, de az összes mérkőzést elvesztette.
A 2005–2006-os szezonban a klub a 14. helyen végzett a Challenge League-ben. Annak ellenére, hogy gyengén szerepeltek a bajnokságban, a Grasshoppers, a Luzern és a Servette legyőzésével bejutottak a Svájci Kupa elődöntőjébe, majd hazai pályán kikaptak a későbbi győztes Siontól.
A 2021–22-es idényben első helyen feljutottak az első osztályba.

## Játékoskeret
2022. augusztus 31. szerint.
| #  |     | Poszt | Név                                           |
| -- | --- | ----- | --------------------------------------------- |
| 1  | COD | K     | Timothy Fayulu (kölcsönben a Sion csapatától) |
| 3  | SUI | V     | Tobias Schättin                               |
| 4  | KOS | V     | Granit Lekaj                                  |
| 5  | SUI | V     | Roy Gelmi                                     |
| 8  | SRB | KP    | Samir Ramizi                                  |
| 9  | SUI | CS    | Roman Buess                                   |
| 10 | SUI | KP    | Matteo Di Giusto                              |
| 11 | SUI | CS    | Neftali Manzambi                              |
| 14 | SUI | KP    | Thibault Corbaz                               |
| 15 | SUI | V     | Michael Gonçalves                             |
| 16 | SUI | KP    | Remo Arnold                                   |
| 17 | SUI | CS    | Samuel Ballet                                 |
| 18 | CIV | K     | Souleymane Diaby                              |
| 19 | SUI | V     | Adrian Gantenbein                             |

| #  |     | Poszt | Név                                                |
| -- | --- | ----- | -------------------------------------------------- |
| 20 | SUI | CS    | Carmine Chiappetta (kölcsönben a Basel csapatától) |
| 21 | SUI | KP    | Kevin Costinha                                     |
| 22 | SUI | CS    | Florian Kamberi                                    |
| 25 | SUI | V     | Yannick Schmid                                     |
| 27 | SUI | K     | Armin Abaz                                         |
| 33 | SUI | KP    | Stephan Seiler (kölcsönben a Zürich csapatától)    |
| 34 | SUI | V     | Pascal Hammer                                      |
| 35 | SUI | KP    | Arlind Dakaj                                       |
| 36 | SUI | K     | Jozef Pukaj                                        |
| 40 | KOS | KP    | Hekuran Kryeziu                                    |
| 44 | SUI | KP    | Francisco Rodríguez                                |
| 77 | KOS | KP    | Eris Abedini                                       |
| 99 | SUI | CS    | Nishan Burkart (kölcsönben a Freiburg csapatától)  |

## Sikerek
- Swiss Super League:
  - Bajnok (3): 1905–06, 1907–08, 1916–17
  - Ezüstérmes (2): 1908–09, 1915–16
  - Bronzérmes (1): 1918–19

## Fordítás
Ez a szócikk részben vagy egészben  a   FC Winterthur című angol Wikipédia-szócikk fordításán alapul.  Az eredeti cikk szerkesztőit annak laptörténete sorolja fel. Ez a jelzés csupán a megfogalmazás eredetét és a szerzői jogokat jelzi, nem szolgál a cikkben szereplő információk forrásmegjelöléseként.